# Setovelleda aberrans
Setovelleda aberrans är en skalbaggsart som beskrevs av Stefan von Breuning 1962. Setovelleda aberrans ingår i släktet Setovelleda och familjen långhorningar. Inga underarter finns listade i Catalogue of Life.